# 波普尔实验
波普尔实验是由哲学家卡尔·波普尔提出的实验。
在1934年，波普尔对哥本哈根解释，一种流行的量子力学主观解释，产生了怀疑，并提出了一个实验来检验它。
 
波普尔的实验是对一种争议说法的具体化，类似于阿爾伯特·愛因斯坦、鮑里斯·波多爾斯基和納森·羅森提出的EPR佯謬思想实验。

## 实验内容

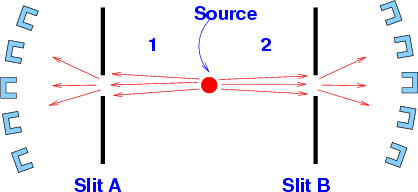
图1：波普尔思想实验的示意图。 当两条狭缝存在时，粒子应表现出动量散射。

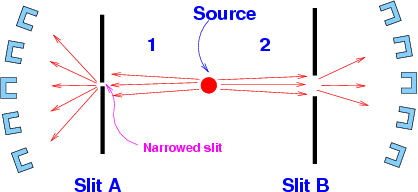
图2：通过移除狭缝B，波普尔认为可以检验量子力学的标准解释。

波普尔提出的实验包括一个源{\displaystyle S}，它能够生成成对的粒子，分别向左和向右沿着{\displaystyle x} 轴运动。两粒子沿{\displaystyle y}方向的动量是纠缠的，以致于源的初始动量（为零）得以守恒。粒子的路径上有两条狭缝，分别位于两粒子的路径上。狭缝后面是半圆形的探测器阵列，可以在粒子通过狭缝后探测到它们的位置（见图1和图2）。
动量空间的纠缠意味着在没有两条狭缝的情况下，如果测量左边的粒子具有动量 {\displaystyle p}，那么右边的粒子一定会具有动量 {\displaystyle -p}。可以设想一个类似于EPR态的状态，{\displaystyle \psi \left(y_{1},y_{2}\right)=\int _{-\infty }^{\infty }e^{ipy_{1}/\hbar }e^{-ipy_{2}/\hbar }dp}。正如我们所见，这个状态也意味着如果左边的粒子在距水平线 {\displaystyle y} 的位置被探测到，右边的粒子一定会在距水平线相同距离 {\displaystyle y} 的位置被探测到。波普尔实验的一个默认假设是两粒子的初始动量扩展不是很大。波普尔认为，由于狭缝将粒子局限在 {\displaystyle y} 轴上的一个狭窄区域，它们在 {\displaystyle y} 分量上的动量不确定性会变得很大。这种较大的动量扩展将表现为粒子被探测到的位置信息，即使这些位置通常不会基于它们的初始动量扩展范围而出现。由于真实狭缝的存在，这种动量扩展是可以预期的。

波普尔建议将狭缝 {\displaystyle B}设为非常大（实际上去除）。在这种情况下，波普尔认为当粒子{\displaystyle 1}通过狭缝 {\displaystyle A}时，它会被局限在狭缝宽度内。他进一步认为，量子力学的标准解释告诉我们，如果粒子{\displaystyle 1}被局限在一个狭窄的空间区域内，那么由于纠缠，粒子{\displaystyle 2}也应该同样被局限。事实上，当没有狭缝时，粒子{\displaystyle 1}和{\displaystyle 2}的探测位置之间的关联就是这种局限性的一个例子。波普尔通过以下论述完成了他的论证：如果粒子{\displaystyle 2}被局限在一个狭窄的空间区域内，它的动量扩展也会增加，从而使其他探测器检测到粒子： 
“我们因此得到了关于 {\displaystyle y(B)} 的相当精确的‘信息（knowledge）’——我们‘间接’地‘测量’了它。根据哥本哈根解释，理论（尤其是海森堡关系式）描述的是我们的信息，我们应预期即使狭缝A变窄，狭缝B那边的粒子束动量扩展也会与通过狭缝A的粒子束一样大……如果哥本哈根解释是正确的，那么在狭缝B的另一侧，表明动量大幅扩展的探测器应开始计数与以前没有计数的粒子发生重合的事件……”
波普尔有理由相信，如果实际进行实验，粒子{\displaystyle 2}不会表现出任何额外的动量扩展。他认为，这种额外动量扩展的缺失将证明量子力学的标准解释是错误的。
波普尔认为，量子力学可以被“现实（realistically）”地解释，这样我们就可以同时讨论粒子的位置和动量。他也不喜欢量子力学的哥本哈根解释中的核心观念，即关于粒子{\displaystyle 1}获得的知识会对粒子{\displaystyle 2}产生任何影响。因此，他希望通过这个实验证明对粒子{\displaystyle 1}位置的测量不会对粒子{\displaystyle 2}的动量扩展产生影响。

## 参閱
- 莫特問題
- 伊利澤-威德曼炸彈測試問題